# 海姆瑞恩
在英國作家托爾金（J.R.R. Tolkien）的小說裡，海姆瑞恩（Himring）是貝爾蘭（Beleriand）東北部的山丘，也是一座要塞城市的名字。
海姆瑞恩由梅斯羅斯（Maedhros）建立，是東貝爾蘭抵禦魔苟斯的最前線要塞，但最終被敵人征服，憤怒之戰（War of Wrath）後這座山丘倖存，變成島嶼。

## 名字
海姆瑞恩（Himring）一名是辛達語，意思是「永遠寒冷的」Ever-cold。此地變成島嶼時稱為西姆林（Himling），這名字也曾經時早期版本海姆瑞恩的名字。

## 地理
海姆瑞恩是一處山丘和城市的名字，海姆瑞恩山被一系列低矮的山丘所包圍，要塞則建於山上，是梅斯羅斯防線（March of Maedhros）中最西邊的要塞之一，正面朝著洛斯藍（Lothlann）草原。有兩條河道發源自海姆瑞恩山，分別是小吉理安河（Little Gelion）和克隆河（Celon）。
在海姆瑞恩西邊有一條狹道稱為艾格隆（Aglon），分隔了此地與多索尼安（Dorthonion）高地。而海姆瑞恩東邊與瑞萊山（Mount Rerir）之間，則是他弟弟梅格洛爾（Maglor）所控制的低谷（Maglor's Gap）。
憤怒之戰後，海姆瑞恩沒有陸沉，變成島嶼，孤懸在林頓（Lindon）海岸的西北邊，附近有著尚未陸沉的多索尼安頂端形成的海島。

## 總覽
海姆瑞恩是一座山丘和要塞城市，是精靈國度之一，統治者是費諾的長子梅斯羅斯。海姆瑞恩的山頂寬廣平坦，光禿無樹，此地終年寒冷，因為從北方吹來的寒風會進入其西邊的艾格隆通道。建在頂上的要塞是梅斯羅斯防線的主要塞之一，第五戰役後魔苟斯的軍隊進佔此地，可能用以控制東貝爾蘭（East Beleriand）的戰略通道。憤怒之戰後，貝爾蘭陸沉，只有海姆瑞恩的山峰倖存，形成海島，很可能梅斯羅斯的要塞遺址仍留在那裡。

## 歷史

### 建立
在諾多族（Noldor）的芬國昐家族與費諾家族和解後，梅斯羅斯率領他的弟弟和子民遷到東貝爾蘭居住。東貝爾蘭北部的較少天然防禦，於是他們修築了一系列設防地帶，估計海姆瑞恩大約於同期建立的。
第三戰役阿格烈瑞伯戰役（Dagor Aglareb）時，魔苟斯派兵突擊東貝爾蘭，梅斯羅斯由要塞出兵攻打入侵梅格洛爾低谷的敵軍，取得勝利，安格班之圍（Siege of Angband）展開，海姆瑞恩遂享受著數百年的和平。

### 第四戰役
太陽紀455年冬天，班戈拉赫戰役（Dagor Bragollach）爆發，魔苟斯派出格勞龍領兵進軍東貝爾蘭，海姆瑞恩也是其中一個遭到正面進攻的要塞。費諾眾子的防線幾乎完全崩潰，但英勇無比的梅斯羅斯經奮戰後死守住海姆瑞恩。
他遂以這座要塞為基地，收容大量來自多索尼安和其他防線地帶的倖存者，包括他的弟弟梅格洛爾，並重新編制他們投入反攻，收復部份失地，如再度封閉艾格隆通道。462年，一隊敵兵侵略多瑞亞斯（Doriath）的邊界，遭到埃盧·庭葛（Elu Thingol）打敗後，其殘兵遭到梅斯羅斯的襲擊而覆沒。

### 淪陷及變成島嶼
第五戰役尼南斯·阿農迪亞德戰役（Nirnaeth Arnoediad）以後，精靈聯軍慘敗，梅斯羅斯再也無力守住海姆瑞恩，唯有拋棄此地，此地遂被魔苟斯派出的部隊所佔據。
自此海姆瑞恩大概長期處於魔苟斯（Morgoth）的控制之下，直至憤怒之戰中其全部兵力都被維拉大軍所摧毀。戰後貝爾蘭陸沉，但海姆瑞恩的頂端仍屹立於貝烈蓋爾海（Belegaer）上，改稱為西姆林，與莫玟島、浮陰島坐落在林頓西北方海外區域。

## 資料來源
1. ↑  Foster, Robert. . Random House. 1978 [1971]. ISBN 0-345-27547-0.
2. ↑  《精靈寶鑽》 2002年 聯經初版翻譯 索引416
3. ↑  Thain's Book: Himring 的存檔，存档日期2011-10-11.
4. 1 2 3 4 5  《精靈寶鑽》 2002年 聯經初版翻譯 第十四章《貝爾蘭及其疆域》
5. ↑  《未完成的故事》 1998年 HarperCollins重印版 "Maps of Middle-earth" P.612
6. 1 2  《精靈寶鑽》 2002年 聯經初版翻譯 第十八章《貝爾蘭的毀滅與芬國昐的殞落》
7. 1 2  《中土世界的歷史》 Vol.11《珠寶之戰》 "The Grey Annals"